# Nuri Asan
Nuri Asan (* 1. Januar 1940 in Samsun; † 20. Januar 1989 ebenda) war ein türkischer Fußballspieler und -trainer. 

## Sportliche Karriere
Nuri Asan begann seine Karriere 1958 bei Galatasaray Istanbul. In seiner ersten Spielzeit bei Galatasaray kam Akçay in der İstanbul Profesyonel Ligi zu sieben Ligaspielen und erzielte drei Tore. In der Saison 1962/63 gewann er mit den Gelb-Roten die türkische Meisterschaft und den türkischen Pokal. In der Folgesaison konnte der türkische Pokal verteidigt werden. Nach dem zweiten Pokalgewinn verließ Asan Galatasaray und wurde Spieler von MKE Ankaragücü.
Für MKE Ankaragücü spielte Asan vier Jahre lang. In dieser Zeit kam er zu 114 Ligaeinsätzen und erzielte sieben Tore. In der Saison 1968/69 ging er in die 2. Liga zu Samsunspor. Mit Samsunspor wurde Asan Zweitligameister und somit stiegen sie in die 1. Liga auf. Asan spielte bis April 1973 für Samsunspor und wurde dort unmittelbar Cheftrainer. 

## Trainerkarriere
Im April 1973 wurde Nuri Asan Cheftrainer von Samsunspor. Es folgten mehrmalige kurze Engagements bei diesem Verein.

## Tod
Am 19. Januar 1989 reiste die Mannschaft von Samsunspor zum Auswärtsspiel nach Malatya. Der Vereinsbus prallte mit einem Lastwagen zusammen. Beim Unfall verloren Nuri Asan, die Spieler Mete Adanır, Muzaffer Badaloğlu, Zoran Tomiç und der Busfahrer Asim Özkan ihr Leben. Weitere Spieler wie Yüksel Özan, Emin Kar, Erol Dinler, Şanver Göymen, Kasim Çıkla, Yüksel Öğüten und Halil Albayrak wurden teilweise sehr schwer verletzt. Emin Kar, Erol Dinler und Yüksel Öğüten mussten ihre Karriere beenden. 
Das heutige Trainingsgelände wurde nach dem damals verstorbenen Trainer Nuri Asan benannt.

## Erfolge
Galatasaray Istanbul
- Türkischer Meister: 1963
- Türkischer Fußballpokal: 1963, 1964

Samsunspor
- Zweitligameister: 1969